# 최재경
최재경(崔在卿, 1962년 7월 25일 ~ )은 대한민국의 검사 출신 변호사이자 제5대 민정수석비서관이다. 본관은 화순이며, 경상남도 산청군 출신이다.
1988년부터 2014년까지 검사로 일했다. 검사 퇴임 후 변호사로 활동했다. 박근혜 정부 제5대 민정수석비서관이다. 정치인 최병렬의 조카이기도 하다. 이에 최병렬의 아들이자 TV조선 앵커 최희준의 사촌 형이기도 하다.

## 생애
1985년에 서울대학교 공법학과를 졸업하였다. 1985년 제27회 사법시험에 합격하여 사법연수원 17기로 수료하였다. 1988년 서울중앙지검 검사로 임명되어 2014년까지 근무하였다. 2009년 검사장으로 승진하였고 2011년 8월 대검찰청 중앙수사부장에 임명되었다. 대검찰청 중앙수사부장 시절, 중앙수사부 폐지에 반대 입장을 취했다. 검사 퇴임 후 변호사 생활을 하다가 2016년 10월 30일 박근혜 정부 제5대 민정수석비서관에 임용되었다.

## 경력
- 1985년 제27회 사법시험 합격
- 1988년 제17기 사법연수원 수료
- 1988년 서울지방검찰청 검사
- 1990년 대구지방검찰청 김천지청 검사
- 1992년 법무부 검찰3과 검사
- 1994년 서울지방검찰청 검사
- 1997년 대통령비서실
- 1998년 서울지방검찰청 검사
- 2000년 대구지방검찰청 특수부 부부장검사
- 2000년 ~ 2001년 제18대 광주지방검찰청 해남지청 지청장
- 2001년 ~ 2002년 서울지방검찰청 특수3부 부부장검사
- 2002년 ~ 2003년 법무부 검찰국 검사
- 2003년 ~ 2004년 법무부 검찰국 검찰2과 과장
- 2004년 ~ 2005년 수원지방검찰청 형사4과 부장검사
- 2005년 ~ 2007년 대검찰청 중수1과 과장
- 2008년 대검찰청 중수부 수사기획관
- 2009년 서울중앙지방검찰청 3차장검사
- 2009년 법무부 기획조정실장
- 2010년 사법연수원 부원장
- 2011년 ~ 2012년 대검찰청 중앙수사부장
- 2012년 12월 ~ 2013년 4월 제59대 전주지방검찰청 검사장
- 2013년 4월 ~ 2013년 12월 제59대 대구지방검찰청 검사장
- 2013년 12월 ~ 2014년 7월 제31대 인천지방검찰청 검사장
- 2015년 5월 ~ 현재 최재경법률사무소 변호사
- 2015년 10월 ~ 현재 법무연수원 석좌교수
- 2016년 10월 ~ 2016년 12월 민정수석비서관
- 2019년 ~ 현재 동아일보 객원 논설위원
- 2020년 6월 ~ 현재 삼성전자 법률 고문
- 2023년 3월 ~ 현재 진주 K-기업가정신 재단 감사

## 주요 담당 사건
- 이명박 대선 후보의 도곡땅 실소유자 의혹 및 BBK 주가 조작 사건(2007년) : 이명박 한나라당 후보 무혐의 처분(서울중앙지검 특수1부장 재직)[5]
- 박연차 게이트 (2008) : 제16대 대통령 노무현의 형 노건평 구속, 박연차 회장 구속 (대검 중수부 수사기획관 재직)
- 최시중 금품수수사건 (2012년) : 징역 3년 6개월, 벌금 8억 원 구형. 징역 2년 6개월과 추징금 6억 원 선고(대검 중수부 부장 재직)
- 이상득 차명계좌 불법자금 수수사건 (2012년) : 구속(대검 중수부 부장 재직)
- 국무총리실 민간인 사찰 사건 (2012년) : 징역 3년 구형, 징역 2년 선고(대검 중수부 부장 재직)